# Yevgueni Preobrazhenski
Yevgueni (en ocasiones Eugenio) Alekséyevich Preobrazhenski (en ruso: Евге́ний Алексе́евич Преображе́нский) (Bóljov, Óblast de Oriol; 15 de febrero de 1886 - Moscú, 13 de julio de 1937) fue un político, economista y revolucionario soviético, miembro del Comité Central del Partido Comunista de la Unión Soviética, padre de la planificación soviética y, junto a León Trotski, líder de la oposición de izquierda.
Fue uno de los creadores del comunismo de guerra y el primero en apuntar a sus problemas y limitaciones. Dirigió a los economistas soviéticos durante la década de 1920-1930 y elaboró un plan para industrializar el país. Fue también responsable de los primeros escritos marxistas en varias áreas, incluida la economía agraria y rural, la teoría del desarrollo económico capitalista, la regulación económica y la transición al socialismo, especialmente en los países subdesarrollados, como fue el caso en Rusia después de la revolución de 1917. 

## Biografía

### Infancia y juventud
Nació el 3 de febrerojul./ 15 de febrero de 1886greg. en Bóljov, en el Óblast de Oriol, proveniente de una noble familia. Su padre, Alekséi Aleksándrovich Preobrazhenski, fue un sacerdote ortodoxo (pope) y maestro de la Biblia en la escuela parroquial de Bóljov.
Desde pequeño, Yevgueni era muy religioso, hasta los 14 años cuando rompió todo contacto con la religión y en 1903, con tan sólo 17 años, ingresó en el Partido Obrero Socialdemócrata de Rusia (POSDR), convirtiéndose en un socialdemócrata de la recién creada fracción bolchevique. Estudió Derecho y Economía, pero no llegó a concluir sus estudios debido a sus actividades y a la represión política del régimen zarista. Fue detenido en su primer año de estudio en la Universidad de Moscú, donde estudiaba derecho; se trasladó a diversas localidades y participó en el fallido levantamiento contra el Gobierno en diciembre de 1905 en Moscú.

### Actividad en los Urales y exilio siberiano
Después del aplastamiento del alzamiento, se lo envió a trabajar para el partido en la región de los Urales; pasó por diversas localidades de la zona e ingresó en la oficina regional del POSR. En el verano, se le eligió para representar a la región en la conferencia del partido en Finlandia, donde conoció a Lenin.
Arrestado en dos ocasiones en 1909 (en mayo y septiembre), se lo condenó a exilio interior, primero en Irkutsk desde donde mantuvo sus contactos con Lenin, Zinóviev o Krúpskaya y más tarde, en 1916 en Chitá, donde permaneció hasta la Revolución de Febrero de 1917.

### Militancia
Preobrazhenski fue lo que se llamó, después de la Revolución de Octubre, un «viejo bolchevique», un militante con una larga historia dentro del Partido, que comenzó desde antes de la Revolución de Febrero de 1917, más, por otro lado, fue un revolucionario profesional, que construyó el partido "fuera" de las fábricas, ya que no se trabajaba en ellas.
Ingresó al Partido Obrero Socialdemócrata Ruso en 1903 y dentro de él hizo parte de la fracción bolchevique. 

### Periodo inter-revolucionario
Tras participar en la revolución en Chitá, se trasladó a Petrogrado en abril como delegado del Primer Congreso Panruso de los Sóviets que se celebró en junio y julio. Tras el congreso regresó a los Urales, donde se lo eligió como miembro del comité regional del partido.
En agosto de 1917 fue elegido miembro candidato del Comité Central del partido en el VI Congreso, al que había acudido como representante de Zlatoust. Durante el congreso se mostró de acuerdo con Nikolái Bujarin en la necesidad de la extensión de la revolución socialista en Europa para que esta tuviese lugar en Rusia, posición que Stalin rechazó.

### La guerra civil y su ascenso en el partido
Regresó de nuevo a los Urales, donde en 1918 escribió Anarquismo y comunismo en defensa de la planificación económica central y rechazando el control obrero de la economía. Durante las discusiones acerca de la conveniencia de firmar la paz con los Imperios Centrales, formó parte de la oposición de izquierda. Situado en la izquierda del partido, no era, sin embargo, un extremista.

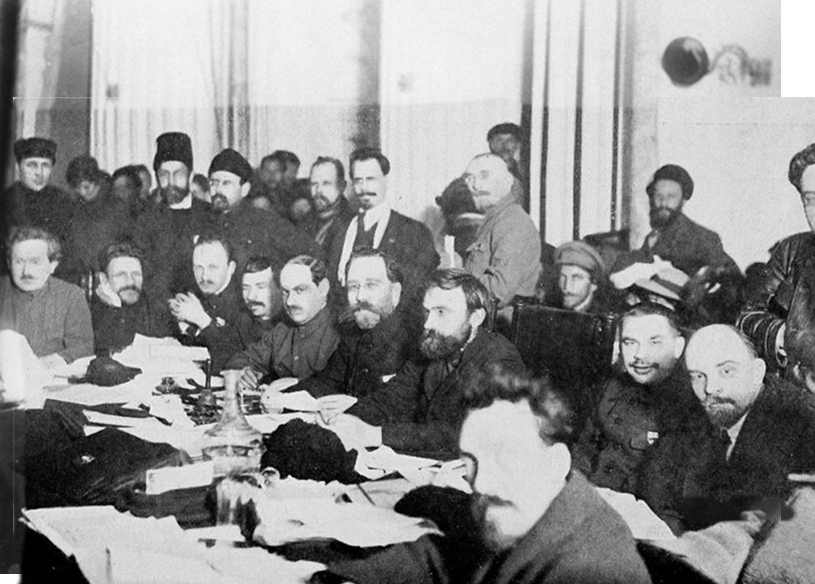
Preobrazhenski (en el centro, con barba y flequillo), durante el IX Congreso del partido, en que se le eligió miembro del comité central.

En el IX Congreso del partido se le eligió como miembro pleno del comité central y uno de sus tres secretarios. En marzo de 1920, se trasladó definitivamente a Moscú con su familia. Allí se le asignó la dirección de tres departamentos: propaganda y agitación, trabajo femenino y actividad en zonas rurales. Formó parte de la Comisión Central de Control desde su fundación. Fue coautor con Nikolái Bujarin del manual ABC del Comunismo, que nutrió la educación de los cuadros políticos comunistas.
En la disputa sobre el papel de los sindicatos de finales de 1920 y comienzos de 1921, respaldó la posición de Bujarin y en el X Congreso defendió la moción de Bujarin y Trotski, lo que probablemente le costó el puesto en el comité central. Considerado, sin embargo, un experto en finanzas, se le encargó la aplicación de la reforma financiera que acompañó a la Nueva Política Económica (NEP).
Lenin rechazó sus tesis sobre la conveniencia de aprovechar el desarrollo capitalista en el campo para restablecer la producción en el agro ruso y su limitación mediante impuestos y no mediante represión política como la llevada a cabo en 1918 a través de los Comités de Campesinos Pobres. Convencido de la escasa importancia del mercado en el sector estatalizado de la economía y por tanto del escaso riesgo político, abogó por democratizar el partido y aumentar la autonomía obrera.
Participó en la Conferencia de Génova —donde conoció a John Maynard Keynes— y se mostró convencido de la posibilidad de coexistencia pacífica temporal entre la Rusia comunista y los países capitalistas.

### Las disputas de los años veinte
Crítico de la Nueva Política Económica y de la reforma monetaria y fiscal conducida por Grigori Sokólnikov, tras la muerte de Lenin pasó a la oposición abierta a la política de socialismo en un solo país propiciada por Stalin y por su anterior aliado Bujarin. Expresó su convencimiento de que la NEP, como mezcla de elementos socialistas y capitalistas, era insostenible a largo plazo y auguró que fracasaría a final de la década.
En 1923, firmó la Declaración de los 46 de la «Oposición de izquierda», encabezada por Trotski. En las luchas intestinas por el poder que surgieron ese año, expuso su defensa de la democratización del partido —que fue rechazada— y la planificación de la economía. En el XIII Congreso, su postura salió derrotada, tachada de trotskista y pequeñoburguesa. La cercanía entre Preobrazhenski y Trotski se debía a la defensa que ambos compartían de la necesidad de democratizar el partido y de la necesidad de una revolución mundial para que el socialismo se pudiese implantar en la Unión Soviética.
En 1924, hizo una exposición ante la Academia Comunista sobre las leyes de la acumulación socialista. En 1926 escribió su obra cumbre, La Nueva Economía, en la que analizó las contradicciones entre la planificación socialista y el mercado; debatió sobre las leyes de la acumulación socialista y se pronunció porque el Estado soviético subordinase la ley del valor a la regulación planificada de la sociedad. Su principal crítico fue Bujarin. Preobrazhenski defendía acortar el periodo de atraso económico mediante una rápida industrialización, lo que requería una transferencia de recursos y personas de la agricultura a la industria. Ante la supremacía de la agricultura sobre la industria, el coste de la industrialización debía recaer en el campesinado, pero esto no bastaría, en su opinión, para lograr el objetivo sin la ayuda de una revolución mundial, al oponerse a una exacción masiva de los campesinos.
Es de notar que ante el interés que despertaba el debate, fueron publicadas y distribuidas dos ediciones de La Nueva Economía, a pesar de que era un documento teórico y programático contra la política oficial.

### Decadencia y ejecución
Pero en 1927 las cosas cambiaron y la democracia soviética fue suprimida. Preobrazhenski fue expulsado del partido y deportado junto con Trotski y los demás líderes opositores, en su caso a Uralsk.
En 1929, Stalin dio un viraje hacia la colectivización forzada de la agricultura y la imposición de la planificación. Adoptó ciertas ideas de Preobrazhenski: la inviabilidad final de la NEP, la necesidad de la industrialización y la necesidad de basar esta en los recursos del campo. En julio, Preobrazhenski junto con otros antiguos opositores, celebró lo que consideraban conversión de la mayoría del comité central a sus antiguas tesis. De hecho, la oposición se dividió, mientras un sector encabezado por Trotski y Christian Rakovski se opuso también al nuevo curso impuesto por Stalin; en cambio, Preobrazhenski, Rádek, Smilga y otros cuatrocientos deportados, suscribieron una declaración incondicional de apoyo al viraje del Gobierno.
A Preobrazhenski se le autorizó regresar al partido, pero la reimpresión de sus obras anteriores quedó de todos modos prohibida. Opuesto a la colectivización forzada estalinista, se lo expulsó de nuevo. En el periodo en el que regresó al partido, sin embargo, logró publicar diversas obras en las que analizaba la evolución económica del momento e indicaba su convencimiento de ley del valor perdía su validez en el país con la intervención estatal en la economía o las crisis monetarias cíclicas. Equivocado en su predicción de un declive del capitalismo, identificó por el contrario acertadamente el papel del Estado en su desarrollo, la expansión de los complejos industrial-militares o la revolución tecnológica.
En 1931, se acentuó su represión y se comenzó a no publicar sus artículos. A pesar de criticárselo a la vez como exponente de la oposición de izquierda y de la de derecha, el partido acabó por adoptar su sugerencia de aumentar los bienes de consumo frente al hincapié en la acumulación en el XVII Congreso de 1934 en los planes quinquenales. En este se le impuso una autocrítica, que pronunció el 31 de enero y contenía cierta velada crítica a Stalin.
Durante la década, desempeñó ciertos cargos importantes, pero ya no entre los más destacados. Entre 1929 y 1930 fue vicepresidente de la organización del partido en Nizhni Nóvgorod. Entre 1930 y 1931, trabajó en la Comisaría del Pueblo de Asuntos Exteriores y en 1932 trabajó en la Industria Ligera. En 1933, trabajó como asesor de la comisión de planificación de Semipalátinsk y desde septiembre de ese año fungió como vicepresidente de la comisión de planificación de la Comisaría de Granjas Estatales.
Fue arrestado por el NKVD el 20 de diciembre de 1936; tras negarse a declarar, se lo condenó y fue ajusticiado el 13 de julio de 1937. Tanto estos cargos como los que se le habían hecho en 1933 fueron desestimados póstumamente en 1988 y 1989 por las autoridades soviéticas.

## Obras en español
- La Nueva Economía (La Habana, 1968), publicada en español y republicada por Cuadernos de Pasado y Presente en Córdoba, Argentina, y por Ediciones Era en México.
- Anarquismo y Comunismo (1921) publicado por la Fundación Federico Engels en 2005.
- Por una alternativa socialista (1926) publicado en 1976 por Fontamara y reeditada por la Fundación Federico Engels en 2016.